# Vita knutar

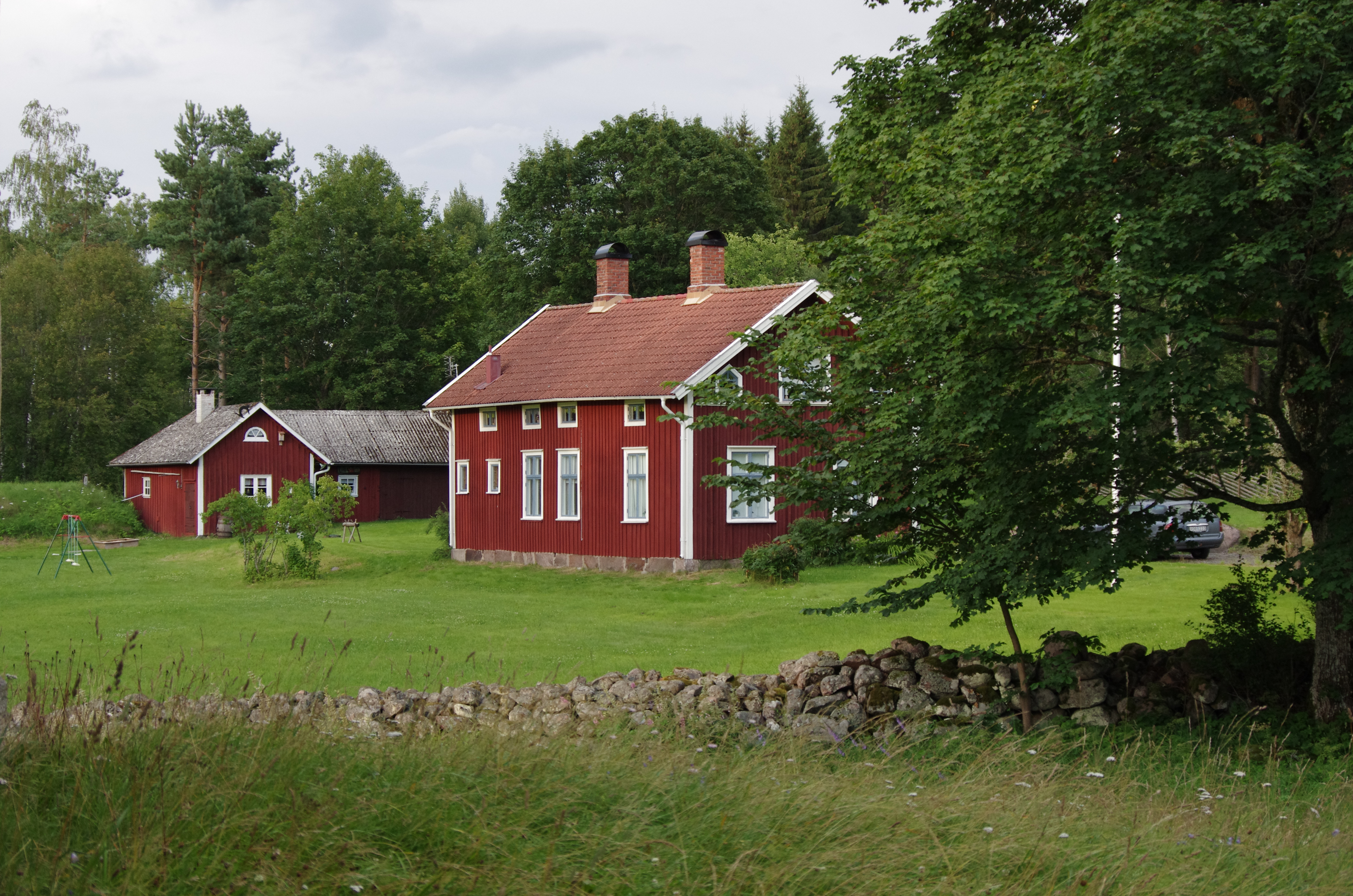
Suntaks kyrkby

Vita knutar på bostadshus och ekonomibyggnader av trä är vanliga och i synnerhet på rödfärgade träbyggnader i Sverige, Norge och Finland. Vid ingången av 1900-talet ansågs rödfärgade bostadshus av trä vara typiskt svenskt, enligt ett antal svenska nationalromantiska arkitekter. Vi det laget hade trähus målats sedan 200 år i Sverige. På 1700-talet i första hand kyrkor, herrgårdar och enstaka andra väldigt påkostade trähus i städer. Innan dess var det inte tekniskt och ekonomiskt möjligt.  